# Sœurs de Notre Dame de Bon Secours de Troyes
Les Sœurs de Notre Dame de Bon Secours de Troyes sont une congrégation religieuse hospitalière de droit pontifical. 

## Histoire
La congrégation est fondée le 25 mars 1840 à Arcis-sur-Aube par l'abbé Paul-Sébastien Millet (1797-1880) pour soigner et veiller  les malades à domicile. Les soins prolongés à domicile avec des sœurs qui restent à demeure jusqu'à la guérison du malade est une innovation pour l'époque, car on admettait que des sœurs aillent donner des soins à domicile mais à condition de rentrer le soir dans la communauté.
Le 24 février 1843, Jacques-Louis-David de Seguin des Hons, évêque de Troyes, approuve leurs statuts. Le 24 octobre de la même année, une succursale est ouverte à Troyes. En 1849, elles s'installent rue du cloître-saint-Étienne à Troyes qui devient la maison-mère de la congrégation. Elles sont reconnues par les autorités civiles le 14 août 1852.
L'institut reçoit le décret de louange le 24 février 1863 du pape Pie IX, ses constitutions sont approuvées provisoirement par le Saint-Siège le 16 mars 1877 puis définitivement le 21 mars 1899.

## Fusion
1965 : Les Ursulines de Marie-Immaculée de Moulins fusionnent avec le Bon Secours de Troyes le 26 mai 1965.

## Activités et diffusion
Les sœurs se dévouent au soin des malades à domicile.
Elles sont présentes en France, Italie, Irlande et Corée du Sud.
La maison-mère est à Troyes.
En 2017, la congrégation comptait 77 sœurs dans 13 maisons.